# China Open 2024 - Qualificazioni singolare maschile
Le qualificazioni del singolare del China Open 2024 sono state un torneo di tennis preliminare per accedere alla fase finale. I vincitori dell'ultimo turno sono entrani di diritto nel tabellone principale. In caso di ritiro di uno o più giocatori aventi diritto a questi subentrano gli alternate, coloro che vengono ammessi al tabellone principale a causa dell'assenza di un lucky loser che possa sostituire il giocatore ritirato.

## Teste di serie
1. Miomir Kecmanović (ritirato)
2. Roberto Carballés Baena (ultimo turno, lucky loser)
3. Roman Safiullin (ultimo turno, lucky loser)
4. Arthur Rinderknech (ultimo turno, lucky loser)

1. Aleksandr Ševčenko (primo turno)
2. Pavel Kotov (qualificato)
3. Roberto Bautista Agut (qualificato)
4. Jakub Menšík (qualificato)

## Qualificati
1. Zizou Bergs
2. Pavel Kotov

1. Roberto Bautista Agut
2. Jakub Menšík

### Lucky loser
1. Roberto Carballés Baena
2. Roman Safiullin

1. Arthur Rinderknech

## Tabellone

### Legenda
| - Q = Qualificato - WC = Wild card - LL = Lucky loser | - ALT = Alternate - SE = Special Exempt - PR = Protected Ranking | - w/o = Walkover - r = Ritirato - d = Squalificato |

### Sezione 1
|  | Primo turno | Primo turno        | Primo turno        | Primo turno | Primo turno |  |  | Ultimo turno | Ultimo turno    | Ultimo turno    | Ultimo turno | Ultimo turno |  |
|  |             |                    |                    |             |             |  |  |              |                 |                 |              |              |  |
|  | Alt         | Yannick Hanfmann   | Yannick Hanfmann   | 2           | 4           |  |  |              |                 |                 |              |              |  |
|  |             | Zizou Bergs        | Zizou Bergs        | 6           | 6           |  |  |              | Zizou Bergs     | Zizou Bergs     | 6            | 6            |  |
|  |             | Corentin Moutet    | Corentin Moutet    | 6           | 7           |  |  |              | Corentin Moutet | Corentin Moutet | 4            | 4            |  |
|  | 5           | Aleksandr Ševčenko | Aleksandr Ševčenko | 4           | 5           |  |  |              |                 |                 |              |              |  |

### Sezione 2
|  | Primo turno | Primo turno             | Primo turno             | Primo turno | Primo turno |  |  | Ultimo turno | Ultimo turno            | Ultimo turno | Ultimo turno | Ultimo turno |  |
|  |             |                         |                         |             |             |  |  |              |                         |              |              |              |  |
|  | 2           | Roberto Carballés Baena | Roberto Carballés Baena | 6           | 6           |  |  |              |                         |              |              |              |  |
|  | WC          | Te Rigele               | Te Rigele               | 3           | 3           |  |  | 2            | Roberto Carballés Baena | 63           | 6            | 3            |  |
|  |             | Sumit Nagal             | Sumit Nagal             | 2           | 65          |  |  | 6            | Pavel Kotov             | 7            | 4            | 6            |  |
|  | 6           | Pavel Kotov             | Pavel Kotov             | 6           | 7           |  |  |              |                         |              |              |              |  |

### Sezione 3
|  | Primo turno | Primo turno           | Primo turno     | Primo turno | Primo turno |  |  | Ultimo turno | Ultimo turno          | Ultimo turno | Ultimo turno | Ultimo turno |  |
|  |             |                       |                 |             |             |  |  |              |                       |              |              |              |  |
|  | 3           | Roman Safiullin       | Roman Safiullin | 6           | 6           |  |  |              |                       |              |              |              |  |
|  | WC          | Wang Aoran            | Wang Aoran      | 3           | 2           |  |  | 3            | Roman Safiullin       | 5            | 6            | 4            |  |
|  | Alt         | Billy Harris          | 7               | 65          | 3           |  |  | 7            | Roberto Bautista Agut | 7            | 3            | 6            |  |
|  | 7           | Roberto Bautista Agut | 5               | 7           | 6           |  |  |              |                       |              |              |              |  |

### Sezione 4
|  | Primo turno | Primo turno        | Primo turno | Primo turno | Primo turno |  |  | Ultimo turno | Ultimo turno       | Ultimo turno | Ultimo turno | Ultimo turno |  |
|  |             |                    |             |             |             |  |  |              |                    |              |              |              |  |
|  | 4           | Arthur Rinderknech | 3           | 6           | 6           |  |  |              |                    |              |              |              |  |
|  |             | Fabio Fognini      | 6           | 2           | 3           |  |  | 4            | Arthur Rinderknech | 2            | 7            | 2            |  |
|  |             | Hugo Gaston        | 0           | 6           | 3           |  |  | 8            | Jakub Menšík       | 6            | 5            | 6            |  |
|  | 8           | Jakub Menšík       | 6           | 4           | 6           |  |  |              |                    |              |              |              |  |